# Saturday Night (Zhané-album)
A Saturday Night című album a 2. és egyben utolsó stúdióalbuma az amerikai Zhané nevű női R&B duónak. A lemez a Motown kiadónál jelent meg 1997. április 22-én, és a 41. helyezett volt az amerikai Billboard 200-as albumlistán. Az album megjelenését követően a csapattagok 1999-ben szólókarrierbe kezdtek.

## Slágerlisták

### Album
| Slágerlista (1997) | Legjobb helyezések |
| ------------------ | ------------------ |
| U.S. Billboard 200 | 41                 |
| U.S. R&B Albums    | 8                  |

### Kislemezek
| Év   | Dal            | Legjobb chart helyezés | Legjobb chart helyezés                  | Legjobb chart helyezés                | Legjobb chart helyezés |
| Év   | Dal            | U.S. Billboard Hot 100 | U.S. Hot Dance Music/Maxi-Singles Sales | U.S. Hot R&B/Hip-Hop Singles & Tracks | U.S. Rhythmic Top 40   |
| ---- | -------------- | ---------------------- | --------------------------------------- | ------------------------------------- | ---------------------- |
| 1997 | "Request Line" | 39                     | 4                                       | 9                                     | 19                     |
| 1997 | "Crush"        | —                      | —                                       | 24                                    | —                      |

"—" nem volt slágerlistás helyezés.

## Az album dalai
|     | Cím                            | Szerző(k)                                            | Hossz |
| --- | ------------------------------ | ---------------------------------------------------- | ----- |
| 1.  | Request Line                   | Ashford, Gist, Lighty, Bolden, Neufville, Simpson    | 3:56  |
| 2.  | Saturday Night (feat. The Lox) | Bowens, Harrison, Jacobs, Neufville, Philips, Styles | 4:49  |
| 3.  | So Badd                        | Brown, Gist, Lighty, Neufville, Redman, Simon        | 4:43  |
| 4.  | Crush                          | Gist, Lighty, Neufville, Coleman                     | 3:00  |
| 5.  | This Song is For You           | Neufville, Swinga                                    | 4:25  |
| 6.  | Just Like That                 | Ferrell, Neufville, Sparks                           | 4:59  |
| 7.  | Last Dance                     | Gist, Laws, Lighty, Neufville                        | 4:42  |
| 8.  | Good Times                     | Edwards, Rogers                                      | 4:12  |
| 9.  | For the Longest Time           | Joel                                                 | 4:16  |
| 10. | Rendez-Vous                    | Booker, Norris                                       | 4:59  |
| 11. | My Word is Bond                | Neufwille                                            | 2:41  |
| 12. | Kindness for Granted           | Neufwille                                            | 4:55  |
| 13. | Temporary Thing                | Norris                                               | 4:31  |
| 14. | Confusion                      | Norris, Neufwille                                    | 4:12  |
| 15. | Color                          | Norris                                               | 4:59  |
| 16. | Piece It Together              | Neufville                                            | 4:59  |